# 7 км (зупинний пункт, Полтавська дирекція Південної залізниці)
7 км — зупинний пункт Полтавської дирекції Південної залізниці 
на відгалудженій лінії Мазурівка — Кагамлицька від неелектрифікованої лінії Ромодан — Кременчук між станціями Кагамлицька та Терешківка. Розташована біля селищ П'ятихатки та Рокитне Кременчуцького району Полтавської області.

## Пасажирське сполучення
На платформі 7 км не зупиняються приміські поїзди, що прямують до станцій Ромодан, Кременчук та Гадяч.